# هت بيلدت
هت بيلدت Het Bildt  بلدية تقع في مقاطعة فرايزلاند شمال هولندا.

## طوبوغرافيا
خريطة طوبوغرافية هولندية لبلدية هت بيلدت، يونيو 2015، (تقرأ بعد ثلاث نقرات على الخريطة)